# Denis O'Dell
Pour les articles homonymes, voir O'Dell.
Denis O'Dell, né à Londres le 2 mai 1923 et mort à Almería le 30 décembre 2021, est un producteur de cinéma britannique.

## Biographie
Dans les années 1960, il travaille avec les Beatles, produisant leurs films  A Hard Day's Night en 1964 puis Magical Mystery Tour  en 1967. À la création d'Apple Corps en 1968, il intègre l'équipe de direction de la compagnie et devient directeur de la division Apple Films. On le voit ainsi dans le documentaire The Beatles : Get Back mener l'organisation du tournage du film Let It Be, réservant notamment les studios de cinéma de Twickenham pour le mois de janvier 1969 afin que le groupe y répète sous l'œil des caméras de Michael Lindsay-Hogg
Denis O'Dell est cité à deux reprises dans les paroles de la chanson You Know My Name (Look Up the Number) publiée en face B du single Let It Be en mars 1970, où John Lennon change son nom en Denis O'Bell.
Il meurt le 30 décembre 2021 dans sa maison d'Almeria (Andalousie) à l'âge de 98 ans,,,. Il est le père de la productrice Denise O'Dell, et le grand père maternel du producteur Denis Pedregosa.